# Tour Down Under 2025
Il Tour Down Under 2025, venticinquesima edizione della corsa, valido come prima prova dell'UCI World Tour 2025 categoria 2.UWT, si svolse in sei tappe dal 21 al 26 gennaio 2025 su un percorso di 819,9 km, con partenza da Prospect e arrivo ad Adelaide, in Australia. La vittoria fu appannaggio dell'ecuadoriano Jhonatan Narváez, il quale completò il percorso in 19h19'165", alla media di 47,689 km/h, precedendo lo spagnolo Javier Romo ed il neozelandese Finn Fisher-Black.

## Tappe
| Tappa  | Data       | Percorso                     | km    | Vincitore di tappa | Leader cl. generale |
| ------ | ---------- | ---------------------------- | ----- | ------------------ | ------------------- |
| 1ª     | 21 gennaio | Prospect > Gumeracha         | 150,7 | Sam Welsford       | Sam Welsford        |
| 2ª     | 22 gennaio | Tanunda > Tanunda            | 128,8 | Sam Welsford       | Sam Welsford        |
| 3ª     | 23 gennaio | Norwood > Uraidla            | 147,5 | Javier Romo        | Javier Romo         |
| 4ª     | 24 gennaio | Glenelg > Victor Harbor      | 157,2 | Bryan Coquard      | Javier Romo         |
| 5ª     | 25 gennaio | McLaren Vale > Willunga Hill | 145,7 | Jhonatan Narváez   | Jhonatan Narváez    |
| 6ª     | 26 gennaio | Adelaide > Adelaide          | 90    | Sam Welsford       | Jhonatan Narváez    |
| Totale | Totale     | Totale                       | 819,9 |                    |                     |

## Squadre e corridori partecipanti
| N.    | Cod. | Squadra                    |
| ----- | ---- | -------------------------- |
| 1-7   | IPT  | Israel-Premier Tech        |
| 11-17 | JAY  | Team Jayco AlUla           |
| 21-27 | TBV  | Bahrain Victorious         |
| 31-37 | UAD  | UAE Team Emirates          |
| 41-47 | SOQ  | Soudal Quick-Step          |
| 51-57 | DAT  | Decathlon AG2R La Mondiale |
| 61-67 | IWA  | Intermarché-Wanty          |
| 71-77 | IGD  | Ineos Grenadiers           |
| 81-87 | RBH  | Red Bull-Bora-Hansgrohe    |
| 91-97 | DFP  | Team Picnic PostNL         |

| N.      | Cod. | Squadra                 |
| ------- | ---- | ----------------------- |
| 101-107 | COF  | Cofidis                 |
| 111-117 | ARK  | Arkéa-B&B Hotels        |
| 121-127 | MOV  | Movistar Team           |
| 131-137 | TVL  | Team Visma-Lease a Bike |
| 141-147 | EFE  | EF Education-EasyPost   |
| 151-157 | ADC  | Alpecin-Deceuninck      |
| 161-167 | XAT  | XDS Astana Team         |
| 171-177 | LTK  | Lidl-Trek               |
| 181-187 | GFC  | Groupama-FDJ            |
| 191-197 | AUS  | Australia               |

## Dettagli delle tappe

### 1ª tappa
- 21 gennaio: Prospect > Gumeracha – 150,7 km

Risultati
| Pos. | Corridore       | Squadra  | Tempo    |
| ---- | --------------- | -------- | -------- |
| 1    | Sam Welsford    | Red Bull | 3h26'38" |
| 2    | Matthew Brennan | Visma    | s.t.     |
| 3    | Matthew Walls   | Groupama | s.t.     |

| Pos. | Corridore       | Squadra   | Tempo    |
| ---- | --------------- | --------- | -------- |
| 1    | Sam Welsford    | Red Bull  | 3h26'28" |
| 2    | Matthew Brennan | Visma     | a 4"     |
| 3    | Zac Marriage    | Australia | a 5"     |

### 2ª tappa
- 22 gennaio: Tanunda > Tanunda – 128,8 km

Risultati
| Pos. | Corridore     | Squadra     | Tempo    |
| ---- | ------------- | ----------- | -------- |
| 1    | Sam Welsford  | Red Bull    | 3h01'22" |
| 2    | Arne Marit    | Intermarché | s.t.     |
| 3    | Bryan Coquard | Cofidis     | s.t.     |

| Pos. | Corridore       | Squadra     | Tempo    |
| ---- | --------------- | ----------- | -------- |
| 1    | Sam Welsford    | Red Bull    | 6h27'40" |
| 2    | Arne Marit      | Intermarché | a 14"    |
| 3    | Matthew Brennan | Visma       | s.t.     |

### 3ª tappa
- 23 gennaio: Norwood > Uraidla – 147,5 km

Risultati
| Pos. | Corridore         | Squadra  | Tempo    |
| ---- | ----------------- | -------- | -------- |
| 1    | Javier Romo       | Movistar | 3h46'01" |
| 2    | Jhonatan Narváez  | UAE      | a 5"     |
| 3    | Finn Fisher-Black | Red Bull | s.t.     |

| Pos. | Corridore        | Squadra  | Tempo     |
| ---- | ---------------- | -------- | --------- |
| 1    | Javier Romo      | Movistar | 10h13'51" |
| 2    | Jhonatan Narváez | UAE      | a 8"      |
| 3    | Patrick Konrad   | Lidl     | a 10"     |

### 4ª tappa
- 24 gennaio: Glenelg > Victor Harbor – 157,2 km

Risultati
| Pos. | Corridore        | Squadra | Tempo    |
| ---- | ---------------- | ------- | -------- |
| 1    | Bryan Coquard    | Cofidis | 3h55'15" |
| 2    | Phil Bauhaus     | Bahrain | s.t.     |
| 3    | Jhonatan Narváez | UAE     | s.t.     |

| Pos. | Corridore        | Squadra  | Tempo     |
| ---- | ---------------- | -------- | --------- |
| 1    | Javier Romo      | Movistar | 14h09'06" |
| 2    | Jhonatan Narváez | UAE      | a 4"      |
| 3    | Patrick Konrad   | Lidl     | a 10"     |

### 5ª tappa
- 25 gennaio: McLaren Vale > Willunga Hill – 145,7 km

Risultati
| Pos. | Corridore         | Squadra  | Tempo    |
| ---- | ----------------- | -------- | -------- |
| 1    | Jhonatan Narváez  | UAE      | 3h17'02" |
| 2    | Oscar Onley       | Picnic   | s.t.     |
| 3    | Finn Fisher-Black | Red Bull | s.t.     |

| Pos. | Corridore         | Squadra  | Tempo     |
| ---- | ----------------- | -------- | --------- |
| 1    | Jhonatan Narváez  | UAE      | 17h26'02" |
| 2    | Javier Romo       | Movistar | a 9"      |
| 3    | Finn Fisher-Black | Red Bull | a 12"     |

### 6ª tappa
- 26 gennaio: Adelaide > Adelaide – 90 km

Risultati
| Pos. | Corridore     | Squadra  | Tempo    |
| ---- | ------------- | -------- | -------- |
| 1    | Sam Welsford  | Red Bull | 1h53'14" |
| 2    | Bryan Coquard | Cofidis  | s.t.     |
| 3    | Phil Bauhaus  | Bahraim  | s.t.     |

| Pos. | Corridore         | Squadra  | Tempo     |
| ---- | ----------------- | -------- | --------- |
| 1    | Jhonatan Narváez  | UAE      | 19h19'16" |
| 2    | Javier Romo       | Movistar | a 9"      |
| 3    | Finn Fisher-Black | Red Bull | a 12"     |

## Evoluzione delle classifiche
| Tappa              | Vincitore          | Classifica generale Maglia ocra | Classifica a punti Maglia blu | Classifica scalatori Maglia verde a pois | Classifica giovani Maglia bianca | Classifica a squadre Numero giallo | Premio combattività Numero rosso |
| ------------------ | ------------------ | ------------------------------- | ----------------------------- | ---------------------------------------- | -------------------------------- | ---------------------------------- | -------------------------------- |
| 1ª                 | Sam Welsford       | Sam Welsford                    | Sam Welsford                  | Fergus Browning                          | Matthew Brennan                  | Alpecin-Deceuninck                 | Fergus Browning                  |
| 2ª                 | Sam Welsford       | Sam Welsford                    | Sam Welsford                  | Fergus Browning                          | Matthew Brennan                  | Alpecin-Deceuninck                 | Georg Zimmermann                 |
| 3ª                 | Javier Romo        | Javier Romo                     | Sam Welsford                  | Fergus Browning                          | Albert Withen Philipsen          | Lidl-Trek                          | Geoffrey Bouchard                |
| 4ª                 | Bryan Coquard      | Javier Romo                     | Sam Welsford                  | Fergus Browning                          | Albert Withen Philipsen          | Lidl-Trek                          | Mauro Schmid                     |
| 5ª                 | Jhonatan Narváez   | Jhonatan Narváez                | Sam Welsford                  | Fergus Browning                          | Albert Withen Philipsen          | Lidl-Trek                          | Chris Harper                     |
| 6ª                 | Sam Welsford       | Jhonatan Narváez                | Sam Welsford                  | Fergus Browning                          | Albert Withen Philipsen          | Lidl-Trek                          | Casper Pedersen                  |
| Classifiche finali | Classifiche finali | Jhonatan Narváez                | Sam Welsford                  | Fergus Browning                          | Albert Withen Philipsen          | Lidl-Trek                          | non assegnato                    |

Maglie indossate da altri ciclisti in caso di due o più maglie vinte
- Nella 2ª tappa Matthew Walls ha indossato la maglia blu al posto di Sam Welsford.
- Nella 3ª tappa Tim Torn Teutenberg ha indossato la maglia blu al posto di Sam Welsford.

## Classifiche finali

### Classifica generale - Maglia ocra
| Pos. | Corridore         | Squadra   | Tempo     |
| ---- | ----------------- | --------- | --------- |
| 1    | Jhonatan Narváez  | UAE       | 19h19'16" |
| 2    | Javier Romo       | Movistar  | a 9"      |
| 3    | Finn Fisher-Black | Red Bull  | a 12"     |
| 4    | Oscar Onley       | Picnic    | a 15"     |
| 5    | Bastien Tronchon  | Decathlon | a 24"     |
| 6    | Luke Plapp        | Jayco     | s.t.      |
| 7    | Magnus Sheffield  | Ineos     | a 27"     |
| 8    | Thomas Gloag      | Visma     | s.t.      |
| 9    | Patrick Konrad    | Lidl      | a 31"     |
| 10   | Michael Woods     | Israel    | a 47"     |

### Classifica a punti - Maglia blu
| Pos. | Corridore           | Squadra  | Punti |
| ---- | ------------------- | -------- | ----- |
| 1    | Sam Welsford        | Red Bull | 90    |
| 2    | Bryan Coquard       | Cofidis  | 77    |
| 3    | Phil Bauhaus        | Bahrain  | 61    |
| 4    | Jhonatan Narváez    | UAE      | 60    |
| 5    | Tim Torn Teutenberg | Lidl     | 60    |

### Classifica scalatori - Maglia a pois verdi
| Pos. | Corridore        | Squadra   | Punti |
| ---- | ---------------- | --------- | ----- |
| 1    | Fergus Browning  | Australia | 58    |
| 2    | Mauro Schmid     | Jayco     | 27    |
| 3    | Jhonatan Narváez | UAE       | 16    |
| 4    | Chris Harper     | Jayco     | 16    |
| 5    | Javier Romo      | Movistar  | 16    |

### Classifica giovani - Maglia bianca
| Pos. | Corridore           | Squadra   | Tempo     |
| ---- | ------------------- | --------- | --------- |
| 1    | A. Withen Philipsen | Lidl      | 19h20'25" |
| 2    | Zac Marriage        | Australia | a 15"     |
| 3    | Pablo Torres        | UAE       | a 20"     |
| 4    | Lukas Nerurkar      | EF        | a 1'41"   |
| 5    | Menno Huising       | Visma     | a 3'07"   |

### Classifica a squadre
| Pos. | Squadra             | Tempo     |
| ---- | ------------------- | --------- |
| 1    | Lidl-Trek           | 58h00'34" |
| 2    | UAE Team Emirates   | a 2"      |
| 3    | Israel-Premier Tech | a 1'50"   |
| 4    | Team Jayco AlUla    | a 4'58"   |
| 5    | Groupama-FDJ        | a 5'22"   |